# Cardamine californica
Cardamine californica (también Dentaria californica) es una especie de planta herbácea perteneciente a la familia Brassicaceae, nativa de California. Es muy común en terrenos sombreados en invierno y primavera temprana.

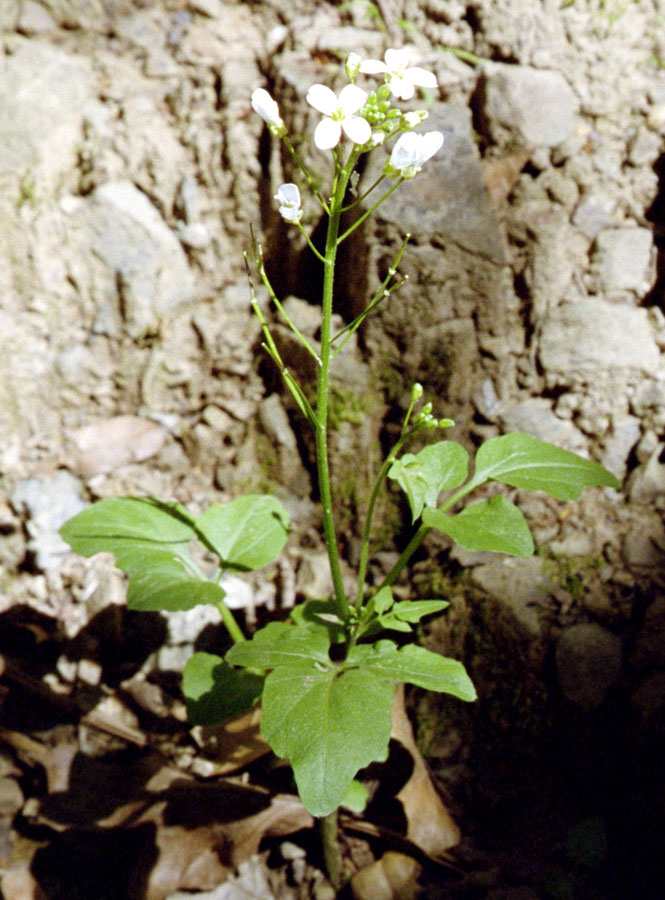

## Descripción
Es una planta herbácea perenne que alcanza los 35 cm de altura. Las flores se producen en racimos, cada una de unos 12 mm de diámetro con cuatro pétalos de color blanco.

## Taxonomía
Cardamine californica fue descrita por Nutt. ex Torr. & A.Gray) Greene y publicado en Flora Franciscana 2: 266. 1891.
Etimología
Cardamine: nombre genérico que deriva del griego kardamon  = "cardamomo" - una planta independiente en la familia del jengibre, usado como condimento picante en la cocina. 
californica: epíteto geográfico que alude a su localización en California.
Sinonimia
- Cardamine angulata Torr.
- Cardamine paucisecta Benth.
- Dentaria californica Nutt.
- Dentaria grandiflora Raf.
- Dentaria integrifolia var. californica (Nutt. ex Torr. & A.Gray) Jeps.[2]